# Kamienica Bechtoldów w Łodzi
Kamienica Bechtoldów – kamienica znajdująca się w Łodzi się przy ulicy Piotrkowskiej 22.

## Historia
W latach 50. XIX w. parcela o nr hip. 256 (pierwotnie nr 186) obejmowała dwie obecne posesje, a pośrodku szerokiej działki stał parterowy dom drewniany. Podział, zachowany do dziś, dokonał się nie później niż w latach 60. XIX w. Północna część nieruchomości przyjęła numer hip. 256a (dz. Piotrkowska 22), zaś południowa pozostała przy nr hip. 256 (dz. Piotrkowska 24). W miejscu drewnianego domu, po podzieleniu nieruchomości, wystawiono dwie kamienice. W latach 60. i 70. XIX w. istniał na posesji skład papieru i galanterii.
Pod koniec lat 60. XIX w. podzielona posesja należała do przedstawicieli tej samej rodziny. Część północna (dz. Piotrkowska 22) należała do Christiana Bechtolda, południowa zaś (dz. Piotrkowska 24) do Heinricha Bechtolda.
W 1882 roku w kamienicy Józef Gebel otworzył aptekę, a rok później Abram Beder księgarnię. W latach 90. XIX w. do kamienicy zamierzano dobudować kolejne piętro według projektu Ignacego Stebelskiego. Plany te jednak nigdy nie zostały zrealizowane.
Pod koniec XIX w. znajdowało się tutaj przedstawicielstwo firmy Singer, a później również PFAFF. W 1914 mieściła się tu siedziba Związku Zawodowego Pracowników i Pracownic Fryzjerskich Żydów. W latach 20. XX w. działało pod tym adresem kino Arkadia.
Klasycystyczna, trzykondygnacyjna kamienica zwieńczona jest trójkątnym tympanonem. Nad oknami pierwszego piętra, poprzedzielanych pilastarmi w stylu toskańskim, znajdują się proste gzymsy. Całość frontonu dopełniona jest półkolistą bramą oraz znajdującym się nad nią żelaznym balkonem.